# 24. marts
24. marts er dag 83 i året i den gregorianske kalender (dag 84 i skudår). Der er 282 dage tilbage af året.
Dagens navn er Ulrica.

### Begivenheder
Født – Dødsfald
- 1401 – Den mongolske storkhan Timur Lenk indtager Damaskus.
- 1603 – Personalunion oprettes mellem England og Skotland, da Jakob 6. af Skotland bliver kronet som Jakob 1. af England.
- 1814 – Der bliver indført tvungen undervisningspligt i Danmark fra 7.-14. år.
- 1848 – Frederik 7. erklærer overfor den slesvig-holstenske deputation, at Slesvig – men ikke Holsten – skal knyttes til Danmark med en demokratisk forfatning. Treårskrigen begynder.
- 1848   – Der blev indført trykkefrihed i Danmark.[1]
- 1882 – Videnskabsmanden Robert Koch meddeler at have fundet den bakterie, som forårsager tuberkulose.
- 1911 – Den såkaldte pryglelov (indført 1905) som medførte korporlig afstraffelse af sædeligheds- og voldsforbrydere, bliver igen afskaffet.
- 1923 – Grækenland bliver republik.
- 1933 – Den Tyske Rigsdag vedtager den såkaldte bemyndigelseslov, der bemyndiger den tyske nazistiske regering til at lede Tyskland uden om Rigsdagen.
- 1949 – Folketinget vedtager, at Danmark skal tiltræde Atlantpagten (NATO).
- 1958 – Elvis Presley melder sig til den amerikanske hær.
- 1970 – Finland siger nej til Nordek.
- 1973 – Pink Floyd udgiver albummet Dark Side of the Moon.
- 1976 – Den argentinske præsident Isabel Perón, som overtog embedet efter sin afdøde mand, bliver styrtet ved et militærkup.
- 1982 – Berlingske Tidende får frist på 4 uger til at skaffe 160 mio. kroner, hvis lukning skal undgås.
- 1986 – Pet Shop Boys udgiver deres første album Please.
- 1989 – Verdens hidtil største olieforurening finder sted ved Alaska, da olietankeren "Exxon Valdez" lækker 38 millioner liter råolie.
- 1992 – Klaus Riskær Pedersen og hans personligt ejede selskab, Krepos Holding, erklæres konkurs.
- 1998 – Pia Kjærsgaard bliver overfaldet af autonome på Nørrebro og må søge tilflugt i en bank.
- 1999 – Under krigen i Kosovo begynder NATO at bombe mål i Jugoslavien.
- 1999   – I Mont Blanc-tunnellen omkommer 39 mennesker, da en lastbil bryder i brand.
- 2002 – Halle Berry modtager som den første sorte skuespillerinde en Oscar for bedste kvindelige hovedrolle.

### Født
- 1628 – Sophie Amalie af Braunschweig-Lüneburg, dansk dronning (død 1685).
- 1820 – A.E. Becquerel, fransk fysiker (død 1891).
- 1860 – Emil Bähncke, dansk sennepfabrikant (død 1931).
- 1874 – Harry Houdini, ungarsk-amerikansk tryllekunstner (død 1926).
- 1887 – Fatty Arbuckle, amerikansk skuespiller (død 1933).
- 1893 – Walter Baade, tysk astrofysiker (død 1960).
- 1897 – Wilhelm Reich, østrigsk-amerikansk psykoterapeut (død 1957).
- 1905 – Knud Vad Thomsen, dansk komponist (død 1971).
- 1905   – Ego Brønnum-Jacobsen, dansk skuespiller (død 1978).
- 1909 – Clyde Barrow, amerikansk gangster, kendt som den ene halvdel af Bonnie og Clyde (død 1934).
- 1911 – Joseph Barbera, amerikansk tegnefilmstegner (død 2006).
- 1912 – Dorothy Height, afroamerikansk borgerrettighedsaktivist (død 2010).
- 1919 – Lawrence Ferlinghetti, amerikansk digter (død 2021).
- 1921 – Vasilij Smyslov, tidligere verdensmester i skak (død 2010).
- 1923 – Murray Hamilton, amerikansk skuespiller (død 1986).
- 1926 – Dario Fo, italiensk forfatter, skuespiller, teaterleder og modtager af Nobelprisen i litteratur (død 2016).
- 1930 – Steve McQueen, amerikansk skuespiller (død 1980).
- 1930   – John Philip, dansk professor, dr. med.
- 1933 – Hans Christian Ægidius, dansk skuespiller, forfatter og instruktør (død 2008).
- 1938 – David Irving, engelsk historiker og forfatter.
- 1942 – Claus Vastrup, dansk økonomiprofessor.
- 1943 – Klaus Hækkerup, dansk folketingspolitiker.
- 1944 – R. Lee Ermey, amerikansk skuespiller (død 2018).
- 1945 – Lane Lind, dansk skuespillerinde og teaterskolerektor.
- 1945   – Curtis Hanson, amerikansk filminstruktør (død 2016).
- 1947 – Alan Michael Sugar, engelsk forretningsmand.
- 1947   – Archie Gemmill, skotsk fodboldspiller.
- 1949 – Iben Hasselbalch, dansk oversætter.
- 1951 – Tommy Hilfiger, amerikansk modedesigner.
- 1952 – Alette Scavenius, dansk teaterforsker.
- 1957 – Peter Langdal, dansk sceneinstruktør.
- 1960 – Lene Kaaberbøl, dansk forfatter.
- 1960   – Nena, tysk sanger.
- 1963 – Henrik Boserup, dansk kok.
- 1963   – Lars Elstrup, dansk fodboldspiller.
- 1969 – Peter Jensen, dansk designer.
- 1973 – Mette Jacobsen, dansk elitesvømmer.
- 1976 – Peyton Manning, amerikansk fodboldspiller.

### Dødsfald
- 1455 – Nikolaus 5., italienskfødt pave (født 1397).
- 1603 – Elizabeth 1., engelsk regerende dronning (født 1533).
- 1792 – Johan Frederik Classen, dansk industrileder og godsejer (født 1725).
- 1826 – Georg Nicolaus Nissen, dansk diplomat (født 1761).
- 1844 – Bertel Thorvaldsen, dansk billedhugger (født 1770).
- 1863 – Fritz Jürgensen, dansk urmager og humoristisk tegner (født 1818).
- 1882 – Henry Wadsworth Longfellow, amerikansk forfatter (født 1807).
- 1905 – Jules Verne, fransk forfatter (født 1828).
- 1916 – Enrique Granados, spansk komponist og pianist (født 1867).
- 1938 – Jørgen-Frantz Jacobsen, færøsk forfatter (født 1900).
- 1946 – Alexander Aljechin, russisk-fransk skakspiller (født 1892).
- 1964 - Villem Kapp, estisk komponist (født 1913).
- 1971 – Arne Jacobsen, dansk arkitekt og designer (født 1902).
- 1976 – Bernard Law Montgomery, britisk general (født 1887).
- 1979 – Ole Lund Kirkegaard, dansk børnebogsforfatter (født 1940).
- 2008 – Richard Widmark, amerikansk skuespiller (født 1914).
- 2009 – Ebbe Lundgaard, tidligere dansk kulturminister (født 1944).
- 2015 – Otto Frello, dansk kunstmaler (født 1924).
- 2016 – Johan Cruyff, hollandsk fodboldspiller (født 1947).

|  | Denne datoartikel kan blive bedre, hvis der indsættes et (bedre) billede Du kan hjælpe ved at afsøge Wikimedia Commons for et passende billede eller uploade et godt billede til Wikimedia Commons iht. de tilladte licenser og indsætte det i artiklen. |

1. ↑  hvorgaargraensen.dk Trykkefrihed 1848